# Kościół Świętego Józefa w Puławach
Kościół świętego Józefa – rzymskokatolicki kościół parafialny należący do dekanatu Puławy archidiecezji lubelskiej. Znajduje się w puławskiej dzielnicy Włostowice. Jest najstarszą świątynią w mieście.
W roku 1726 księżna Elżbieta Helena Sieniawska z Lubomirskich wybudowała (istniejący do dziś) murowany kościół w stylu późnobarokowym według projektu Franciszka Mayera – Czecha z Moraw. Budowa świątyni zakończyła się w 1728 roku. Wybudowana świątynia potrzebowała wtedy liturgicznego wyposażenia. W 1731 roku dziedzicami Włostowic zostali Czartoryscy, którzy wielką troską otoczyli kościół parafialny. Dzięki rodzinie Czartoryskich świątynia posiada istniejącą do dziś marmurową posadzkę, chrzcielnicę w stylu rokokowym, wykonaną przez rzeźbiarzy puławskich w 1755 roku. W 1801 roku Czartoryscy wyposażają świątynię w obrazy olejne, namalowane przez Kazimierza Woyniakowskiego (1772-1812) ucznia Marcella Bacciarellego: w ołtarzu głównym – Świętej Rodziny, a na elewacjach bocznych Św. Barbary i Św. Teresy z Avili. Do tych obrazów pozowały księżniczki Czartoryskie – Maria Wirtemberska i Zofia – córki Adama i Izabeli z Flemingów. W 1817 roku w bocznych ołtarzach zostały umiesczone obrazy Chrystusa niosącego krzyż i Matki Bożej Karmiącej namalowane „sepią” przez Zofię Kicką z Matuszewiczów (1797–1822). Ksiądz Józef Dobrzyński będący proboszczem parafii od 1822 roku przygotował uroczystość konsekracji świątyni, która odbyła się w dniu 29 października 1826 roku pod przewodnictwem biskupa lubelskiego Józefa Marcelego Dzięcielskiego. Gdy w 1885 roku została zlikwidowana kaplica w pałacu Czartoryskich, do świątyni zostały przekazane neogotyckie figury 12 Apostołów. W 1900 roku wnętrze kościoła zostało odnowione przez księdza Karola Dębińskiego. Ołtarz główny z piaskowca i cztery ołtarze boczne murowane, zostały wykonane przez warszawskiego artystę malarza Stanisława Rudzińskiego.